# Associació Paretana d'Escacs
L'Associació Paretana d'Escacs és una entitat esportiva de Parets del Vallès. Fundat el 1993 com a successor del Club Escacs Parets (1978-93), el seu màxim impulsor fou Francesc Alsina. Al final dels anys noranta s'hi associà el Gran Mestre ucraïnès Víktor Moskalenko, que donà peu a l'organització d'un torneig magistral amb mestres nacionals i internacionals.
El 2005 Mario Parra fou elegit president en substitució a Jaume Monteis.

## Resultats destacats en competició
El club es proclamà l'any 1999 campió de la Copa Catalunya, i l'any 2000 Moskalenko fou doble campió de Catalunya absolut i en partides ràpides (2000). Des del 2001, el Club organitza el Memorial Francesc Alsina. El club ha assolit la primera divisió, la categoria d'argent de la Lliga Catalana d'Escacs.